# ゲオルク・ホーエンベルク
ゲオルク・ホーエンベルク（Georg Hohenberg, 1929年4月25日 - 2019年7月25日 ）は、オーストリアの貴族、外交官。ホーエンベルク公爵家の第3代当主。全名はゲオルク・フリードリヒ・マクシミリアン・ヤロスラフ・ペトルス・カニジウス・マルクス・フーベルトゥス・マリア（Georg Friedrich Maximilian Jaroslav Petrus Canisius Markus Hubertus Maria Herzog von Hohenberg）。

## 生涯
ホーエンベルク公マックスとその妻のヴァルトブルク・ツー・ヴォルフェッグ・ウント・ヴァルトゼー伯爵夫人エリーザベタ・ボナ（1904年 - 1993年）の間の第2子、次男として生まれた。父方の祖父母はオーストリア＝ハンガリー（二重帝国）の帝位継承者フランツ・フェルディナント大公とその妻のゾフィー・ホテク伯爵夫人（結婚によりホーエンベルク公爵夫人）である。
メルク修道院付属中等教育学校（Stiftsgymnasium Melk）で学び、1949年にマトゥラ（大学入学資格）を取得、1955年にウィーン大学の法学博士号を取得した。オーストリア外務省の会計部局に勤務し、1957年にパリのオーストリア大使館に赴任した。1963年にウィーンに戻るが、1966年にはブエノスアイレスに赴いた。1978年から1984年までチュニジア大使としてチュニスに駐在し、1988年から1994年にローマ教皇庁大使としてローマに駐在した。1977年、兄フランツ・フェルディナントの死により、ホーエンベルク公爵家の家督を継いだ。
1960年7月4日にウィーンにおいて、アウエルスペルク＝ブロイナー侯爵家の侯女エレオノーレ（1928年 - ）と結婚し、間に2男1女の3人の子をもうけた。
- ニコラウス・マクシミリアン・ルートヴィヒ・アントニウス・フランツ・レオ・ハインリヒ・ヨーゼフ・マリア（1961年 - ）
- ヘンリエッテ・マリア・ベルナデッテ・エリーザベタ・ボナ・ゲノヴェーファ・テレジア（1962年 - ）
- マクシミリアン・アンドレアス・ゲアハルト・パウル・ゼフェリン・カール・マルティン・フランツ・レオポルト・ヨーゼフ・マリア（1970年 - ）